# Leandro Gabriel Torres
Leandro Gabriel Torres (Rosario, 4 novembre 1988) è un ex calciatore argentino, di ruolo centrocampista.